# Turn-Europameisterschaften 1973 (Frauen)
Die neunten Turn-Europameisterschaften der Frauen fanden im Oktober 1973 im Wembley Empire Pool in London statt. Uta Schorn gewann als erste westdeutsche Sportlerin eine Medaille bei Turn-Europameisterschaften der Frauen.

## Teilnehmer
| - Belgien - Bulgarien - Dänemark - Deutsche Demokratische Republik - BR Deutschland - Finnland - Frankreich - Italien | - Jugoslawien - Luxemburg - Niederlande - Norwegen - Österreich - Polen - Portugal - Rumänien | - Schweden - Schweiz - Spanien - Sowjetunion - Ungarn - Vereinigtes Königreich - Tschechoslowakei |

## Ergebnisse

### Mehrkampf
|      |                         |        |
| Rang | Athletin                | Punkte |
| 1    | Ljudmila Turischtschewa | 38.100 |
| 2    | Olga Korbut             | 37.650 |
| 3    | Kerstin Gerschau        | 37.400 |
| 4    | Alina Goreac            | 37.300 |
| 5    | Angelika Hellmann       | 37.200 |
| 6    | Uta Schorn              | 36.900 |

### Gerätefinals
| Rang | Athletin                | Punkte |
| ---- | ----------------------- | ------ |
| 1    | Angelika Hellmann       | 18.850 |
| 1    | Ljudmila Turischtschewa | 18.850 |
| 3    | Uta Schorn              | 18.700 |
| 4    | Kerstin Gerschau        | 18.550 |
| 4    | Alina Goreac            | 18.550 |
| 6    | Soňa Brázdová           | 18.500 |

| Rang | Athletin                | Punkte |
| ---- | ----------------------- | ------ |
| 1    | Ljudmila Turischtschewa | 19.300 |
| 2    | Angelika Hellmann       | 19.250 |
| 3    | Alina Goreac            | 18.950 |
| 4    | Mónika Császár          | 18.900 |
| 5    | Kerstin Gerschau        | 18.150 |
| 6    | Anca Grigoraș           | 18.100 |

| Rang | Athletin                | Punkte |
| ---- | ----------------------- | ------ |
| 1    | Ljudmila Turischtschewa | 19.100 |
| 2    | Alina Goreac            | 18.850 |
| 3    | Anca Grigoraș           | 18.750 |
| 4    | Kerstin Gerschau        | 18.650 |
| 4    | Mónika Császár          | 18.650 |
| 6    | Uta Schorn              | 17.400 |

| Rang | Athletin                | Punkte |
| ---- | ----------------------- | ------ |
| 1    | Ljudmila Turischtschewa | 18.900 |
| 2    | Kerstin Gerschau        | 18.800 |
| 3    | Alina Goreac            | 18.750 |
| 4    | Angelika Hellmann       | 18.650 |
| 5    | Soňa Brázdová           | 18.450 |
| 5    | Uta Schorn              | 18.450 |

## Medaillenspiegel
|      |                |      |        |        |        |
| Rang | Land           | Gold | Silber | Bronze | Gesamt |
| 1    | Sowjetunion    | 5    | 1      | –      | 6      |
| 2    | DDR            | 1    | 2      | 1      | 4      |
| 3    | Rumänien       | –    | 1      | 3      | 4      |
| 4    | BR Deutschland | –    | –      | 1      | 1      |